# アーツビジョン
株式会社アーツビジョン（英: ARTSVISION Incorporated）は、日本の芸能事務所。日本芸能マネージメント事業者協会・日本声優事業社協議会会員。主に声優のマネージメントを行っている。略称は「アーツ」。

## 概要
東京俳優生活協同組合のマネージャーだった松田咲實（2006年5月30日社長辞任）が1984年に独立して設立した。
社名には、アーツ（＝芸術）をビジョン（＝展望）できる――「将来に向かって芸術を展望できるようなプロダクションにしたい」という思いが込められている。
勝田声優学院はアーツビジョンに出演業務を委託していた。

## 所属声優

### 男性
| あ行 - 朝倉栄介 - 東龍一 - 伊勢文秀 - 井上悟 - 井之上潤 - 岩崎了 - 梅原裕一郎 - 遠藤淳 - 大久保利洋 - 大西弘祐 - 大西健晴 - 押田浩幸 - 小田久史 か行 - 各務立基 - 兼政郁人 - 北島淳司 - 金洸玄 - 國分和人 - 小宮逸人 - 小村将 | さ行 - 西前忠久 - 笹田貴之 - 笹沼晃 - 佐藤晴男 - 沢木郁也 - 志賀克也 - 清水俊彦 - 住谷哲栄 た行 - 高木渉 - 髙階俊嗣 - 高梨謙吾 - 竹内栄治 - 武内健 - 武田幸史 - 谷口淳志 - 田村健亮 - 千葉一伸 - 土屋トシヒデ - 飛田展男 - 戸部公爾 - 鳥海浩輔 | な行 - 長嶝高士 - 中嶋一成 - 永野由祐 - 永峰新 - 中村伸一 - 永守栄治 - 西嶋陽一 - 西村知道 - 野中秀哲 は行 - 筈見純 - 長谷部浩一 - 浜田洋平 - 濱野大輝 - 林大地 - 原田マサオ - 檜山修之 - 広瀬裕也 - 福島潤 - 富士渕将行 - 保志総一朗 - 星野充昭 - 細井治 - 盆子原康 | ま行 - 前野智昭 - 松田健一郎 - 松元由樹 - 幹本雄之 - 宮永恵太 - 村雨龍人 - 目黒北斗 - 望月健一 や行 - 安田陸矢 - 山口登 - 山下大輝 - 八幡諒 - 吉岡琳吾 わ行 - 渡辺拓海 |

### 女性
| あ行 - 相田さやか - 浅倉杏美 - 朝田朱里 - 天野由梨 - 有馬瑞香 - 石井ゆかり - 石塚さより - 一色まゆ - 一宮凛名子 - 乾夏寧 - 今泉りおな - 井料愛良 - 植原みゆき - 上原有季乃 - 太田五葵 - 大西望 - 岡田佐知恵 - 岡本嘉子 か行 - 籠瀬千恵子 - 加納千秋 - 狩野茉莉 - 河瀬茉希 - 岸本依茉 - 木野智香 - 久保田ひかり - 倉西希奈 - 小池亜希子 - 小池いずみ - 小泉瀬奈 - 河本明子 | さ行 - 榊原望 - 坂本千夏 - 桜木夕 - 櫻庭有紗 - 佐野尚美 - 汐屋遥佳 - 篠原あけみ - 志乃宮風子 - 下田麻美 - 翔香 - 白松和奏菜 - 菅原祥子 - 鈴木れい子 - 鈴代紗弓 - 須藤沙織 - 須部和佳奈 - 諏訪彩花 た行 - 高橋かおり - タカハシサヲリ - 高橋めぐる - 鷹森淑乃 - 瀧本富士子 - 田毎なつみ - 橘ひかり - 立花日菜 - 谷口夢奈 - 珠宮夕貴 - 田村聖子 - 津々見沙月 - 手塚ちはる | な行 - 中田沙奈枝 - 中村繪里子 - 中村公子 - ならはしみき - 鳴瀬まみ - 新田ひより - 沼倉愛美 - 野口瑠璃子 は行 - 羽飼まり - 橋本結 - 長谷川明子 - 畑中万里江 - 花咲きよみ - はやしりか - 早瀬雪未 - 早水リサ - 原由実 - 春花らん - 春野杏 - 春海ひなの - 半場友恵 - 引田有美 - 疋田涼子 - 一杉佳澄 - 広瀬世華 - 福本茉彩 - 藤井美波 - 藤田彩 - 藤田咲 - 藤田曜子 - 藤原夏海 | ま行 - 牧野天音 - 又吉愛 - 松久保いほ - 松下美由紀 - 松田颯水 - まつだ志緒理 - まるたまり - 三浦雅子 - 水落幸子 - 水橋かおり - 皆森水希 - 宮内いろは - 芽衣 - 望月さき - 森夏姫 - 門田幸子 や行 - 山崎はるか - 山下亜矢香 - 行成とあ - 吉住梢 - 吉田麻実 - 米丸歩 - 依田菜津 ら行 - Lynn わ行 - 綿矢ねね |

## 声優協力
- RPG伝説ヘポイ（1990年）
- ゲンジ通信あげだま（1991年）
- ドラゴンリーグ（1993年） - 青二プロダクションの所属声優と共同。
- 疾風!アイアンリーガー（1993年）
- ドンラゴン（1993年）
- 覇王大系リューナイト（1994年）
- 新世紀エヴァンゲリオン（1995年）
- クロノ・トリガー（OVA）（1996年）
- エルフを狩るモノたち（1996年）
- エルフを狩るモノたちⅡ（1997年）
- Bビーダマン爆外伝（1998年）
- デビルマンレディー（1998年）
- Bビーダマン爆外伝V（1999年）
- サイボーグクロちゃん（1999年）
- 人形草紙あやつり左近（1999年）
- 機巧奇傳ヒヲウ戦記（2000年）
- 真・女神転生デビチル（2000年）
- 星のカービィ（2001年）
- 東京ミュウミュウ（2002年）
- ドラゴンドライブ（2002年）
- マーメイドメロディ ぴちぴちピッチ（2003年） - アイムエンタープライズの所属声優と共同。
- マーメイドメロディ ぴちぴちピッチ ピュア（2004年） - アイムエンタープライズの所属声優と共同。
- トランスフォーマー ギャラクシーフォース（2005年）
- 牙 -KIBA-（2006年）
- おとぎ銃士 赤ずきん（2006年） - アイムエンタープライズの所属声優と共同。
- メイプルストーリー（2007年）
- かみちゃまかりん（2007年）
- しゅごキャラ!シリーズ（2007年 - 2009年） - 青二プロダクションの所属声優と共同。

## 関連会社
- 日本ナレーション演技研究所（付属養成所）
- アイムエンタープライズ
- ヴィムス
- クレイジーボックス
- アライズプロジェクト
- 澪クリエーション（旧「摂河泉21」大阪を拠点とする系列事務所）

また、かつてはM.T.プロジェクトも関連会社であったが現在は提携関係を解消している。

## アーツビジョンから独立した声優事務所
- オフィスみずとり（1996年）
- ウッドパークオフィス（1999年）
- アクセルワン（2011年）
- インテンション（2012年）